# Bazilika Nalezení svatého Kříže a Nanebevzetí Panny Marie
Bazilika Nalezení svatého Kříže a Narození Panny Marie (někdy nazývaná též Jasnohorská bazilika) je hlavní chrám paulinského klášterního komplexu Jasná Hora v Čenstochové. Má čestný titul bazilika minor, udělený v roce 1906.

## Historie
Historie baziliky sahá do 20. let 15. století, kdy byl postaven jednolodní kostel o velikosti dnešního presbytáře (ten je nejstarší částí baziliky), který byl poté kolem roku 1463 rozšířen na trojlodní halový kostel v gotickém slohu. Vykopávky v letech 2009–2012 ukázaly, že zde pravděpodobně původně stál dřevěný kostel, původní farní kostel obce Stará Częstochowa obklopený hřbitovem.
Dnešní podobu bazilika získala na konci 17. století, kdy byla přestavěna po požáru z 16. července 1690. Přestavba v barokním stylu byla pravděpodobně realizována podle návrhu architekta Domenica del Signore. Byly zvýšeny stěny lodi a kněžiště, čímž se změnilo prostorové uspořádání kostela z halového na bazilikální. Během přestavby byly v lodi a presbytáři instalovány barokní valené klenby s lunetami. V bočních lodích zůstaly zachovány gotické křížové klenby.